# Nado sincronizado no Campeonato Mundial de Esportes Aquáticos de 2011 - Rotina técnica solo
A rotina técnica solo do nado sincronizado no Campeonato Mundial de Esportes Aquáticos de 2011 foi realizada no dia 17 de julho no Shanghai Oriental Sports Center em Xangai.

## Calendário
| Fase       | Data        |
| ---------- | ----------- |
| Preliminar | 17 de julho |
| Final      | 17 de julho |

## Medalhistas
| Ouro                    | Prata               | Bronze               |
| Natalia Ishchenko (RUS) | Huang Xuechen (CHN) | Andrea Fuentes (ESP) |

## Resultados
| Pos.              | Nadadora                   | Nacionalidade   | Preliminar | Preliminar | Final     | Final |
| Pos.              | Nadadora                   | Nacionalidade   | Pontos     | Pos.       | Pontos    | Pos.  |
| ----------------- | -------------------------- | --------------- | ---------- | ---------- | --------- | ----- |
| Medalha de ouro   | Natalia Ishchenko          | Rússia          | 97.900     | 1          | 98.300    | 1     |
| Medalha de prata  | Huang Xuechen              | China           | 95.500     | 2          | 96.500    | 2     |
| Medalha de bronze | Andrea Fuentes             | Espanha         | 94.600     | 3          | 95.300    | 3     |
| 4                 | Marie-Pier Boudreau Gagnon | Canadá          | 93.600     | 4          | 94.500    | 4     |
| 5                 | Yumi Adachi                | Japão           | 91.900     | 5          | 92.600    | 5     |
| 6                 | Lolita Ananasova           | Ucrânia         | 89.600     | 6          | 90.700    | 6     |
| 7                 | Despoina Solomou           | Grécia          | 89.200     | 7          | 89.400    | 7     |
| 8                 | Jenna Randall              | Reino Unido     | 89.100     | 8          | 89.000    | 8     |
| 9                 | Linda Cerruti              | Itália          | 88.400     | 9          | 88.300    | 9     |
| 10                | Anastasia Gloushkov        | Israel          | 87.700     | 10         | 87.500    | 10    |
| 11                | Mary Killman               | Estados Unidos  | 87.700     | 10         | 87.100    | 11    |
| 12                | Wang Ok-Gyong              | Coreia do Norte | 87.300     | 12         | 86.600    | 12    |
| 16.5              | H09.5                      |                 |            |            | 00:55.635 | O     |
| 13                | Anna Kulkina               | Cazaquistão     | 83.400     | 13         |           |       |
| 14                | Park Hyun-Ha               | Coreia do Sul   | 83.300     | 14         |           |       |
| 15                | Giovana Stephan            | Brasil          | 82.900     | 15         |           |       |
| 16                | Nadine Brandl              | Áustria         | 82.500     | 16         |           |       |
| 17                | Eszter Czékus              | Hungria         | 78.400     | 17         |           |       |
| 17                | Etel Sánchez               | Argentina       | 78.400     | 17         |           |       |
| 19                | Kalina Yordanova           | Bulgária        | 77.000     | 19         |           |       |
| 20                | Anastasiya Ruzmetova       | Uzbequistão     | 76.100     | 20         |           |       |
| 21                | Kristina Krajcovicova      | Eslováquia      | 75.700     | 21         |           |       |
| 22                | Asly Alegria               | Colômbia        | 75.600     | 22         |           |       |
| 23                | Greisy Gomez               | Venezuela       | 74.700     | 23         |           |       |
| 23                | Katrina Ann                | Malásia         | 74.700     | 23         |           |       |
| 25                | Elena Tini                 | San Marino      | 74.500     | 25         |           |       |
| 26                | Jomana Mohamed Khaled      | Egito           | 73.400     | 26         |           |       |
| 27                | Tuğçe Tanış                | Turquia         | 73.000     | 27         |           |       |
| 28                | Violeta Mitinian           | Costa Rica      | 69.300     | 28         |           |       |
| 29                | Kirstin Anderson           | Nova Zelândia   | 68.800     | 29         |           |       |
| 30                | Nantaya Polsen             | Tailândia       | 67.900     | 30         |           |       |
| 31                | Barbara Luna               | Cuba            | 67.500     | 31         |           |       |
| 32                | Adela Amanda Nirmala       | Indonésia       | 66.000     | 32         |           |       |
| 33                | Laura Strugnell            | África do Sul   | 61.800     | 33         |           |       |